# Welpenfell
Als Welpenfell bezeichnet man beim Haushund das weiche, seidig weiche Haar von Welpen. In der Pubertät wechselt ein Hund dann im ersten Fellwechsel in das adulte Fellkleid mit kräftigerem Deckhaar.
Bei bestimmten Erkrankungen kann Welpenfell auch bei erwachsenen Hunden auftreten. So ist bei der angeborenen Schilddrüsenunterfunktion der Fellwechsel stark verzögert. Beim hypophysären Zwergwuchs kommt es durch einen Verlust des Deckhaars bei zunächst intaktem Wollhaar zu einem an das Fell der Welpen erinnernden Erscheinungsbild. Ein vergleichbarer Zustand kann bei der Alopecia X und der Post-clipping Alopezie auftreten. Bei Hunderassen mit langem, glänzenden Deckhaar (Spaniel, Langhaardackel, Irish Setter u. a.) kann es nach der Kastration zu einem übermäßigen Wachstum des Wollhaares kommen, so dass ebenfalls das Erscheinungsbild des Welpenfells entsteht.